# Fluornatromikrolith
Fluornatromikrolith ist ein sehr selten vorkommendes Mineral aus der Mineralklasse der „Oxide und Hydroxide“. Es kristallisiert im kubischen Kristallsystem mit der idealisierten chemischen Zusammensetzung (Na,Ca,Bi)2Ta2O6F. Die in den runden Klammern angegebenen Elemente Natrium, Calcium und Bismut können sich in der Formel jeweils gegenseitig vertreten (Substitution, Diadochie), stehen jedoch immer im selben Mengenverhältnis zu den anderen Bestandteilen des Minerals.
Fluornatromikrolith entwickelt nur kleine, isometrische bis abgeflachte oktaedrische Kristalle von überwiegend grüner Farbe und diamantähnlichem Glanz. Es wurden inzwischen aber auch orangefarbene bis gelbe Farbvarietäten entdeckt.

## Etymologie und Geschichte
Erstmals entdeckt wurde Fluornatromikrolith 1998 im Granit-Pegmatit nahe Quixabá (Verwaltungsgebiet Frei Martinho) im brasilianischen Bundesstaat Paraíba. Analysiert und beschrieben wurde er von Thomas Witzke, Manfred Steins, Thomas Doering, Walter Schuckmann, Reinhard Wegner und Herbert Pöllmann und das Mineral noch im selben Jahr von der International Mineralogical Association (IMA) anerkannt. Eine Veröffentlichung der Untersuchungsergebnisse und Anerkennung verzögerte sich allerdings um mehrere Jahre, da die Entdeckung von Fluornatromikrolith eine größere Debatte um die Mineralzuordnung und Nomenklatur in der Pyrochlor-Übergruppe auslöste, da der anerkannte Name nicht in die bis dahin gängige Nomenklatur dieser Gruppe passe. Nach Klärung und Neudefinition der Nomenklatur 2010 durch Atencio et al. zählt der Fluornatromikrolith jetzt als Mitglied zur Mikrolithgruppe mit dominierendem Fluor auf der Anionenseite. Die Mineralbeschreibung samt neuer Zuordnung erfolgte im darauf folgenden Jahr.
Typmaterial des Minerals wurde in der Mineralogischen Sammlung der Technischen Universität Bergakademie Freiberg (Reg.-Nr. 77975) und in der Mineralogischen Sammlung der Martin-Luther-Universität Halle-Wittenberg (Institut für Geologische Wissenschaften, Nr. 010356) hinterlegt.

## Klassifikation
Die aktuelle Klassifikation der International Mineralogical Association (IMA) zählt den Fluornatromikrolith zur Pyrochlor-Obergruppe mit der allgemeinen Formel A2–mB2X6–wY1–n, in der A, B, X und Y unterschiedliche Positionen in der Struktur der Minerale der Pyrochlor-Obergruppe mit A = Na, Ca, Sr, Pb2+, Sn2+, Sb3+, Y, U, □, oder H2O; B = Ta, Nb, Ti, Sb5+ oder W; X = O, OH oder F und Y = OH−, F, O, □, H2O oder sehr große (>> 1,0 Å) einwertige Kationen wie K, Cs oder Rb repräsentieren. Zur Pyrochlor-Obergruppe gehören neben Fluornatromikrolith noch Fluorcalciomikrolith, Hydrokenomikrolith, Hydroxycalciomikrolith, Hydroxykenomikrolith, Kenoplumbomikrolith, Oxynatromikrolith, Oxystannomikrolith, Oxystibiomikrolith, Cesiokenopyrochlor, Fluorcalciopyrochlor, Fluornatropyrochlor, Hydrokenopyrochlor, Hydropyrochlor, Hydroxycalciopyrochlor, Hydroxykenopyrochlor, Hydroxymanganopyrochlor, Hydroxynatropyrochlor, Oxycalciopyrochlor, Fluorcalcioroméit, Hydroxycalcioroméit, Hydroxyferroroméit, Oxycalcioroméit, Oxyplumboroméit, Hydrokenoelsmoreit, Hydroxykenoelsmoreit, Fluornatrocoulsellit und Hydrokenoralstonit.
Fluornatromikrolith bildet zusammen mit Fluorcalciomikrolith, Hydrokenomikrolith, Hydroxycalciomikrolith, Hydroxykenomikrolith, Kenoplumbomikrolith, Oxynatromikrolith, Oxystannomikrolith und Oxystibiomikrolith innerhalb der Pyrochlor-Obergruppe die Mikrolithgruppe.
In der veralteten 8. Auflage der Mineralsystematik nach Strunz war der Fluornatromikrolith noch nicht aufgeführt.
In der zuletzt 2018 überarbeiteten Lapis-Systematik nach Stefan Weiß, die formal auf der alten Systematik von Karl Hugo Strunz in der 8. Auflage basiert, erhielt das Mineral die System- und Mineralnummer IV/C.13-012. Dies entspricht der Klasse der „Oxide und Hydroxide“ und dort der Abteilung „Oxide mit dem Stoffmengenverhältnis Metall : Sauerstoff = 2 : 3 (M2O3 und verwandte Verbindungen)“, wo Fluornatromikrolith zusammen mit Fluorcalciomikrolith, Hydrokenomikrolith, Hydromikrolith, Hydroxycalciomikrolith, Hydroxykenomikrolith, Kenoplumbomikrolith, Oxycalciomikrolith, Oxykenomikrolith (Q), Oxynatromikrolith, Oxystannomikrolith und Oxystibiomikrolith eine unbenannte Gruppe mit der Systemnummer IV/C.13 bildet.
Die von der International Mineralogical Association (IMA) zuletzt 2009 aktualisierte 9. Auflage der Strunz’schen Mineralsystematik ordnet den Fluornatromikrolith in die Klasse der „Oxide (Hydroxide, V[5,6]-Vanadate, Arsenite, Antimonite, Bismutite, Sulfite, Selenite, Tellurite, Iodate)“ und dort in die Abteilung „Metall : Sauerstoff = 1 : 2 und vergleichbare“ ein. Hier ist das Mineral in der Unterabteilung „Mit großen (± mittelgroßen) Kationen; Lagen kantenverknüpfter Oktaeder“ zu finden, wo es zusammen mit Hydroxykenoelsmoreit, Hydroxykenomikrolith, Hydroplumboelsmoreit, Hydropyrochlor, Oxycalciopyrochlor und Oxystibiomikrolith die „Pyrochlorgruppe“ mit der Systemnummer 4.DH.15 bildet.
In der vorwiegend im englischen Sprachraum gebräuchlichen Systematik der Minerale nach Dana hat Fluornatromikrolith die System- und Mineralnummer 08.02.02.08. Das entspricht der Klasse der „Oxide und Hydroxide“ und dort der Abteilung „Mehrfache Oxide mit Nb, Ta und Ti“. Hier findet er sich innerhalb der Unterabteilung „Mehrfache Oxide mit Nb, Ta und Ti mit der Formel A2(B2O6)(O,OH,F)“ in der „Pyrochlorgruppe (Mikrolith-Untergruppe; Ta>Nb;(Ta+Nb)>2(Ti))“, in der auch Mikrolith, Bariomikrolith, Plumbomikrolith, Uranmikrolith, Bismutomikrolith, Stannomikrolith und Stibiomikrolith eingeordnet sind.

## Chemismus
Siebzehn Mikrosondenanalysen an Fluornatromikrolith aus dem Granitpegmatit „Alto Quixaba“ ergaben Mittelwerte von 6,39 % Na2O; 6,96 % CaO; 6,71 % Bi2O3; 76,81 % Ta2O5 sowie 3,63 % F und [(O ≡ F) –1,53 %, Summe = 98,97 %].
Auf der Basis von zwei Ta-Kationen auf der B-Position wurde die empirische Formel (Na1,10Ca0,64Bi0,15)Ta2,00O5,91F1,02 ermittelt, die zu (Na,Ca,Bi)2Ta2O6F vereinfacht wurde.
Innerhalb der Pyrochlor-Obergruppe sind theoretisch durch die vier verschiedenen zu besetzenden Positionen eine Vielzahl von Substitutionsmöglichkeiten vorhanden.
Fluornatromikrolith ist das Na-dominante Analogon zum Ca-dominierten Fluorcalciomikrolith und das F-dominante Analogon zum O-dominierten Oxynatromikrolith.
Chemisch ähnlich ist ferner das Mineral Fersmit, (Ca,Ce,Na)(Nb,Ta,Ti)2(O,OH,F)6.

## Kristallstruktur
Fluornatromikrolith kristallisiert kubisch in der Raumgruppe Fd3m (Raumgruppen-Nr. 227) mit dem Gitterparameter a = 10,4451(2) Å sowie acht Formeleinheiten pro Elementarzelle.
Wie bei allen Vertretern der Pyrochlor-Obergruppe besteht die Kristallstruktur des Fluornatromikroliths aus – in diesem Falle – TaO6-Oktaedern mit gemeinsamen Ecken, die Schichten aus Dreier- und Sechserringen parallel [110] bilden. Tantal ist durch sechs gleichwertige Sauerstoffatome koordiniert, die ein nahezu ideales Oktaeder bilden. In den genannten Schichten finden sich Kanäle in Richtung 110, welche die Sauerstoffatome und die auf der A-Position sitzenden Atome wie Na, Ca und Bi aufnehmen. Diese Atome bilden wiederum (Na,Ca,Bi)O6F2-Polyeder, die miteinander über gemeinsame Kanten verbunden sind.

## Eigenschaften

### Morphologie
Fluornatromikrolith fand sich an seiner Typlokalität in idiomorphen oder plattig verzerrten Kristallen bis zu 6 mm Größe.

### Physikalische und chemische Eigenschaften
Die Kristalle des Fluornatromikroliths sind grün (Typlokalität) oder orangegelb (Pegmatitfeld Dara-i-Pech), ihre Strichfarbe ist dagegen immer weiß. Die Oberflächen des in dünnen Fragmenten durchsichtigen Fluornatromikroliths zeigen einen diamantartigen Glanz,  was gut mit dem sehr hohen Wert für die Lichtbrechung (n = 2,110) übereinstimmt.
Fluornatromikrolith weist keine Spaltbarkeit auf. Aufgrund seiner Sprödigkeit bricht er aber ähnlich wie Quarz, wobei die Bruchflächen muschelig ausgebildet sind.
Mit einer Mohshärte von 5 gehört das Mineral zu den mittelharten Mineralen und lässt sich wie das Referenzmineral Apatit noch mit einem Taschenmesser ritzen. Die gemessene Dichte für Fluornatromikrolith wurde mit 6,49 g/cm³ ermittelt, die berechnete Dichte beträgt 6,568 g/cm³.
Angaben zur Fluoreszenz im UV-Licht bzw. zur Kathodolumineszenz unter dem Elektronenstrahl für das Mineral fehlen.

## Bildung und Fundorte
Fluornatromikrolith findet sich in granitischen Pegmatiten, wobei an seiner Typlokalität Quixabá perthitischer Mikroklin, Quarz und Muskovit als Hauptmineralbestand vorlagen. Als Begleitminerale traten vorwiegend blauer Elbait, Tantalit-(Fe), Tantalit-(Mn) und grüner Beryll auf.
Als sehr seltene Mineralbildung konnte Fluornatromikrolith bisher nur in geringer Menge und an wenigen Fundorten nachgewiesen werden. Als bekannt gelten bisher (Stand: 2012) rund 10 Fundorte. In Brasilien fand sich das Mineral allerdings bisher nur an seiner Typlokalität.
Weitere Fundorte sind unter anderem die Dara-i-Pech-Pegmatite und die „Paprok Mine“ bei Kamdesh in Afghanistan, die Pegmatite von Viitaniemi nahe Eräjärvi/Orivesi in Finnland, die „Mokrusha Mine“ bei Yuzhakovo in der russischen Oblast Swerdlowsk (Ural), Forcioni, Sant’Ilario in Campo, Campo nell’Elba, Insel Elba im Toskanischen Archipel, Provinz Livorno, Region Toskana in Italien, der Lithium-Rubidium-Cäsium-Pegmatit von Nová Ves u Brloha, Okres Český Krumlov, Südböhmische Region, Tschechien, die „Naipa Mine“ bei Alto Ligonha in Mosambik, das Shigartal in Pakistan, sowie ein Steinbruch bei Bennett im Oxford County (Maine) und die „Cryo-Genie Mine“ bei Warner Springs im Warner Springs District, San Diego County, Kalifornien, beide in den USA.

## Verwendung
Fluornatromikrolith ist aufgrund seiner Seltenheit ein bei Mineralsammlern begehrtes Mineral, ansonsten aber ohne jede praktische Bedeutung.